# Анновіль
Аннові́ль (фр. Annoville) — колишній муніципалітет у Франції, у регіоні Нормандія, департамент Манш. Населення — 632 осіб (2011).
Муніципалітет розташований на відстані близько 290 км на захід від Парижа, 90 км на захід від Кана, 37 км на південний захід від Сен-Ло.

## Історія
До 2015 року муніципалітет перебував у складі регіону Нижня Нормандія. Від 1 січня 2016 року належить до нового об'єднаного регіону Нормандія.
1-1-2023 Анновіль і Ленгревіль було об'єднано в новий муніципалітет Турневіль-сюр-Мер.

## Демографія
Динаміка населення (INSEE ):
Розподіл населення за віком та статтю (2006):
| Стать | Всього | До 15 років | 15-24 | 25-44 | 45-64 | 65-85 | Понад 85 |
| --- | ------ | ----------- | ----- | ----- | ----- | ----- | -------- |
| Чоловіки | 270    | 36          | 12    | 73    | 72    | 69    | 8        |
| Жінки | 314    | 40          | 16    | 68    | 81    | 65    | 44       |
| \| Статево-вікова піраміда \| Статево-вікова піраміда \| Статево-вікова піраміда \| \| ----------------------- \| ----------------------- \| ----------------------- \| \| Чоловіки \| Вік \| Жінки \| \| 8 \| 85 + \| 44 \| \| 8 \| 80-84 \| 8 \| \| 4 \| 75-79 \| 12 \| \| 20 \| 70-74 \| 8 \| \| 37 \| 65-69 \| 37 \| \| 16 \| 60-64 \| 20 \| \| 16 \| 55-59 \| 33 \| \| 24 \| 50-54 \| 12 \| \| 16 \| 45-49 \| 16 \| \| 33 \| 40-44 \| 20 \| \| 8 \| 35-39 \| 16 \| \| 20 \| 30-34 \| 20 \| \| 12 \| 25-29 \| 12 \| \| 12 \| 20-24 \| 4 \| \| 0 \| 15-20 \| 12 \| \| 8 \| 10-14 \| 12 \| \| 8 \| 5-9 \| 20 \| \| 20 \| 0-4 \| 8 \| |        |             |       |       |       |       |          |
| Статево-вікова піраміда |        |             |       |       |       |       |          |
| Чоловіки | Вік    | Жінки       |       |       |       |       |          |
| 8 | 85 +   | 44          |       |       |       |       |          |
| 8 | 80-84  | 8           |       |       |       |       |          |
| 4 | 75-79  | 12          |       |       |       |       |          |
| 20 | 70-74  | 8           |       |       |       |       |          |
| 37 | 65-69  | 37          |       |       |       |       |          |
| 16 | 60-64  | 20          |       |       |       |       |          |
| 16 | 55-59  | 33          |       |       |       |       |          |
| 24 | 50-54  | 12          |       |       |       |       |          |
| 16 | 45-49  | 16          |       |       |       |       |          |
| 33 | 40-44  | 20          |       |       |       |       |          |
| 8 | 35-39  | 16          |       |       |       |       |          |
| 20 | 30-34  | 20          |       |       |       |       |          |
| 12 | 25-29  | 12          |       |       |       |       |          |
| 12 | 20-24  | 4           |       |       |       |       |          |
| 0 | 15-20  | 12          |       |       |       |       |          |
| 8 | 10-14  | 12          |       |       |       |       |          |
| 8 | 5-9    | 20          |       |       |       |       |          |
| 20 | 0-4    | 8           |       |       |       |       |          |

## Економіка
2010 року серед 356 осіб працездатного віку (15—64 років) 260 були активними, 96 — неактивними (показник активності 73,0%, у 1999 році було 64,7%). З 260 активних мешканців працювало 239 осіб (129 чоловіків та 110 жінок), безробітними було 21 (12 чоловіків та 9 жінок). Серед 96 неактивних 18 осіб було учнями чи студентами, 55 — пенсіонерами, 23 були неактивними з інших причин.

У 2010 році в муніципалітеті числилось 280 оподаткованих домогосподарств, у яких проживали 609,5 особи, медіана доходів виносила 17 024 євро на одного особоспоживача